# Mastigiidae
Mastigiidae is een familie van neteldieren uit de klasse van de Scyphozoa (schijfkwallen).

## Geslachten
- Mastigias Agassiz, 1862
- Mastigietta Stiasny, 1921
- Phyllorhiza Agassiz, 1862